# Eriel Sánchez
Eriel Sánchez, född den 17 maj 1975 i Fomento, är en kubansk basebollspelare som tog guld för Kuba vid olympiska sommarspelen 2004 i Aten, och som även tog silver vid olympiska sommarspelen 2008 i Peking.
Sánchez representerade Kuba i World Baseball Classic 2006 och 2013. 2006, när Kuba kom tvåa i turneringen, spelade han tre matcher och hade en hit på tre at bats och 2013 spelade han sex matcher och hade ett slaggenomsnitt på 0,231, inga homeruns och en RBI (inslagen poäng).